# Puškarići

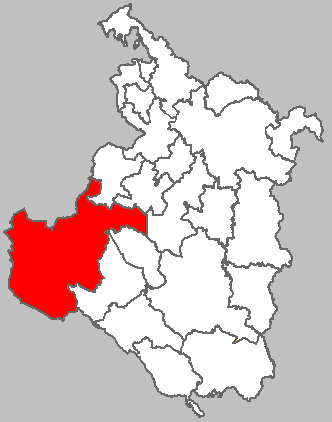
Lage der Siedlung Puškarići in der Gespanschaft Karlovac

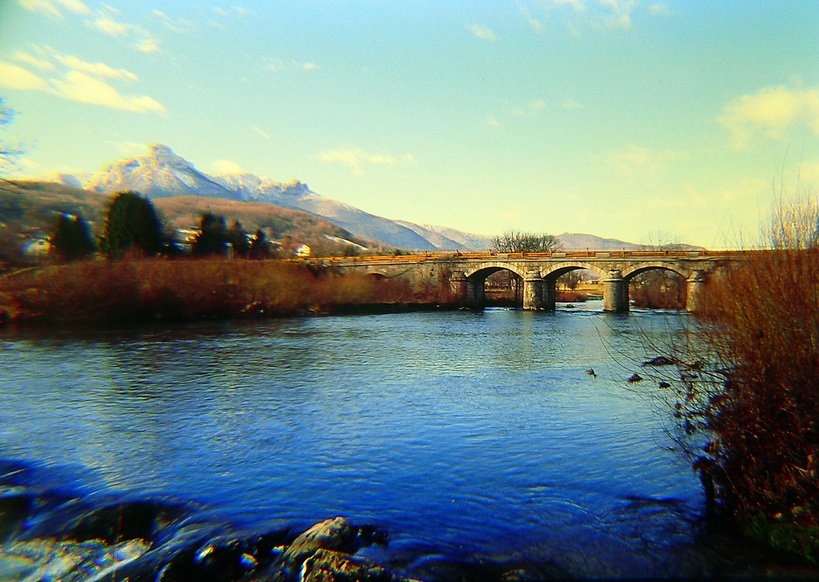
Brücke zwischen Puškarići und Ogulin

Puškarići ist ein Dorf in der Gemeinde Ogulin in der Gespanschaft Karlovac im Südwesten Kroatiens. Im Jahr 2021 hatte es 433 Einwohner. Es liegt etwa 40 Kilometer südlich der kroatisch-slowenischen Grenze.

## Geographie
Die Ortschaft Puškarići befindet sich etwa 2 Kilometer westlich vom Stadtzentrum in Ogulin. Sie liegt direkt am Fuße des Berges Klek und etwa auf halber Strecke zwischen Zagreb und Rijeka sowie in der Nähe des bewaldeten Gorski kotar. Etwa 90 Kilometer sind es bis zur nördlichen Adria, die westlich liegt.

## Geschichte
Das Dorf entstand Ende des 17. Jahrhunderts zunächst als eine typische Kleinhausgründung, zu einer Zeit als die Herrschaft der Habsburger Landparzellen an Untertanen vergab, die sich besonders im Kampf gegen das Osmanische Reich ausgezeichnet haben. So entstand auch das Dorf Puškarići, dessen Gründung und Namensgebung auf die Familie gleichen Namens zurückzuführen ist, nachdem König Leopold I. im Jahr 1668 die Grenzen der Gemeinde Ogulin festlegte und die Zugehörigkeit zum Adel von Vuk und Ivan Puškarić bestätigte. Im Zuge dessen gab es als Schenkung Ländereien westlich von Ogulin.
Zu Beginn des 19. Jahrhunderts wurde die Region von französischen Truppen besetzt und die Ortschaft kam zu den Illyrischen Provinzen, die unter französischer Verwaltung standen. Nur vier Jahre später, im Jahr 1813, wurde das Gebiet wieder von der Habsburgermonarchie besetzt und annektiert. Mitte des 19. Jahrhunderts kam die Siedlung unter die Verwaltung des Komitats Modruš-Rijeka. Im Jahr 1873 wurde die Militärgrenze aufgelöst.
Nach dem Ersten Weltkrieg kam die Ortschaft zum neuen Staat der Slowenen, Kroaten und Serben, kurz darauf zum Königreich Jugoslawien. Ab 1929 folgten Umstrukturierungen in der neuen Verwaltung im Königreich und die alten Komitate wurden aufgelöst. Fortan gehörte das Dorf Puškarići zur Banschaft Save.
Während des Zweiten Weltkrieges kam das Gebiet und die Region zum Unabhängigen Staat Kroatien unter der Führung von Ante Pavelić.

## Bevölkerung
Bei der Volkszählung im Jahr 2001 hatte die Siedlung 392 Einwohner und 122 Haushalte.
| Bevölkerungsentwicklung | Bevölkerungsentwicklung | Bevölkerungsentwicklung | Bevölkerungsentwicklung | Bevölkerungsentwicklung | Bevölkerungsentwicklung | Bevölkerungsentwicklung | Bevölkerungsentwicklung | Bevölkerungsentwicklung | Bevölkerungsentwicklung | Bevölkerungsentwicklung | Bevölkerungsentwicklung | Bevölkerungsentwicklung | Bevölkerungsentwicklung | Bevölkerungsentwicklung | Bevölkerungsentwicklung | Bevölkerungsentwicklung | Bevölkerungsentwicklung |
| ----------------------- | ----------------------- | ----------------------- | ----------------------- | ----------------------- | ----------------------- | ----------------------- | ----------------------- | ----------------------- | ----------------------- | ----------------------- | ----------------------- | ----------------------- | ----------------------- | ----------------------- | ----------------------- | ----------------------- | ----------------------- |
| 1857                    | 1869                    | 1880                    | 1890                    | 1900                    | 1910                    | 1921                    | 1931                    | 1948                    | 1953                    | 1961                    | 1971                    | 1981                    | 1991                    | 2001                    | 2011                    | 2021                    |                         |
| 115                     | 0                       | 0                       | 290                     | 303                     | 357                     | 341                     | 335                     | 288                     | 334                     | 341                     | 364                     | 387                     | 411                     | 392                     | 439                     | 433                     |                         |

(Bis 1890 wurde das Dorf unter dem Namen Puškarić Selo geführt. In den Jahren 1869 und 1880 wurden die Daten der Bevölkerung des Dorfes zur Siedlung Sveti Petar gezählt. Quellen: Veröffentlichungen des Kroatischen Amtes für Statistik der Republik Kroatien.)

## Sehenswürdigkeiten
Die „Molinari-Brücke“ über den Fluss Dobra wurde um 1874, während des Baus der neuen „Rudolfinstraße“, erbaut. Die Brücke vom Dorf Puškarići führt nach Sveti Petar, in Richtung Ogulin. Sie wurde damals aus massivem Stein mit fünf segmentförmig abgeschlossenen gewölbten Bogenöffnungen errichtet, von denen drei breite Öffnungen mittig an der Ober- und Unterseite flankiert sind, während die beiden übrigen Bogenöffnungen zum Schutz vor Überschwemmungen vorgesehen sind.